# Megumu Tamura
Megumu Tamura (japanisch 田村 恵; Tamura Megumu, * 10. Januar 1927; † 8. Oktober 1986) (auch Kei Temura genannt) war ein japanischer Fußballnationalspieler.
Tamura debütierte bei den Asienspielen 1951 in Neu-Delhi. Er stand in zwei Spielen gegen den Iran und in einem gegen Afghanistan in der Startaufstellung. Weitere Berufungen folgten nicht mehr.